# 高國輝
高國輝（舊名羅國輝，1985年9月26日—），為台灣棒球選手，外號棒球情人。曾效力於美國職棒西雅圖水手小聯盟體系，2012年回到中華職棒發展，現效力於中華職棒富邦悍將擔任二軍打擊教練。

## 生平
高國輝出生於花蓮縣光復鄉，父親是外省軍眷第二代，母親是阿美族人，三位弟弟羅國華、羅國龍、高國麟日後皆成為職棒選手。
2002年至2003年間將姓氏改為羅，於2012年10月改回父姓高，外號為「棒球情人」和「桃園王」，「桃園王」的由來是來自其在桃園國際棒球場出賽時的高全壘打率。

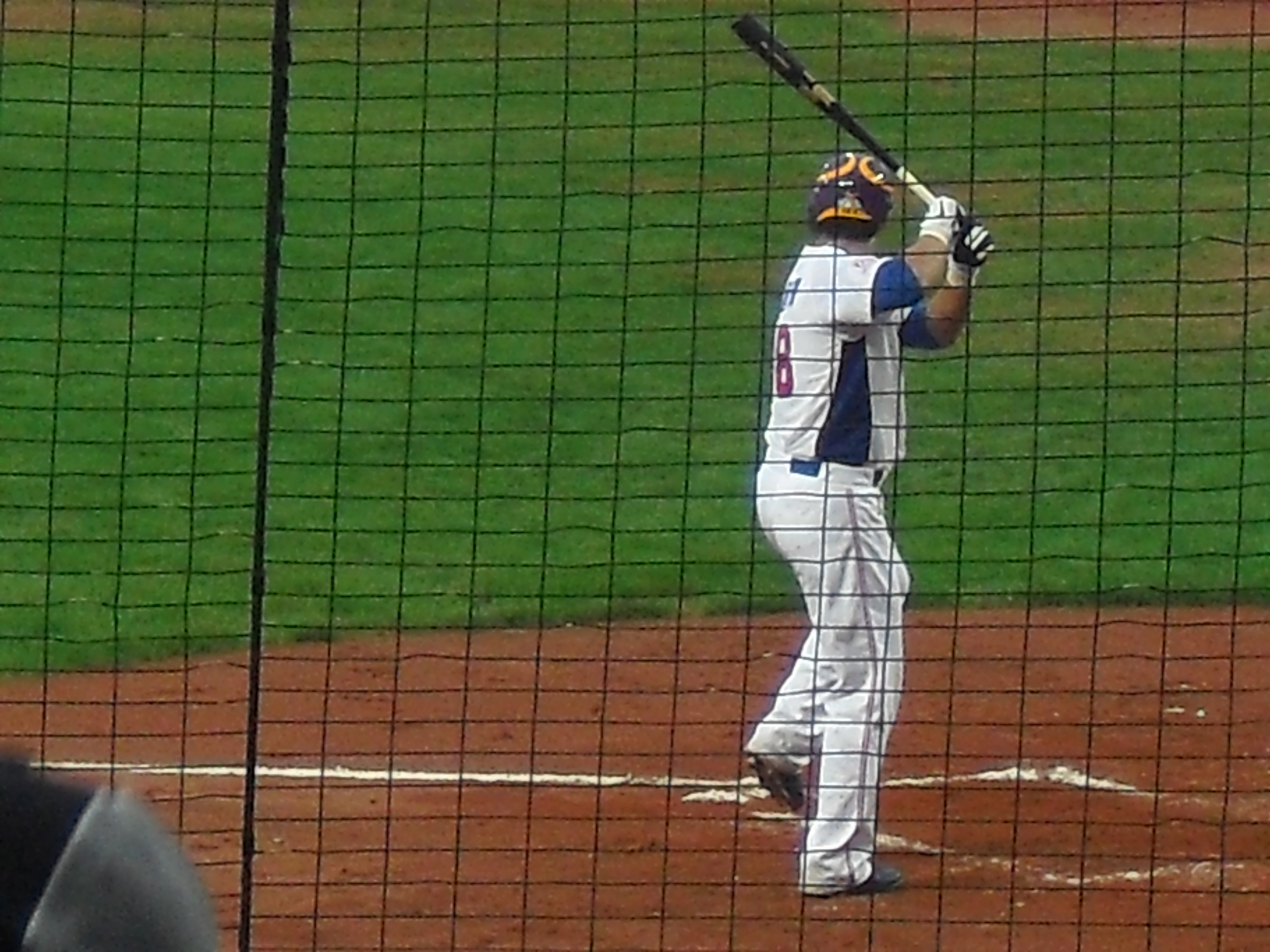
2013年4月13日台中洲際棒球場，時為義大犀牛隊時期。

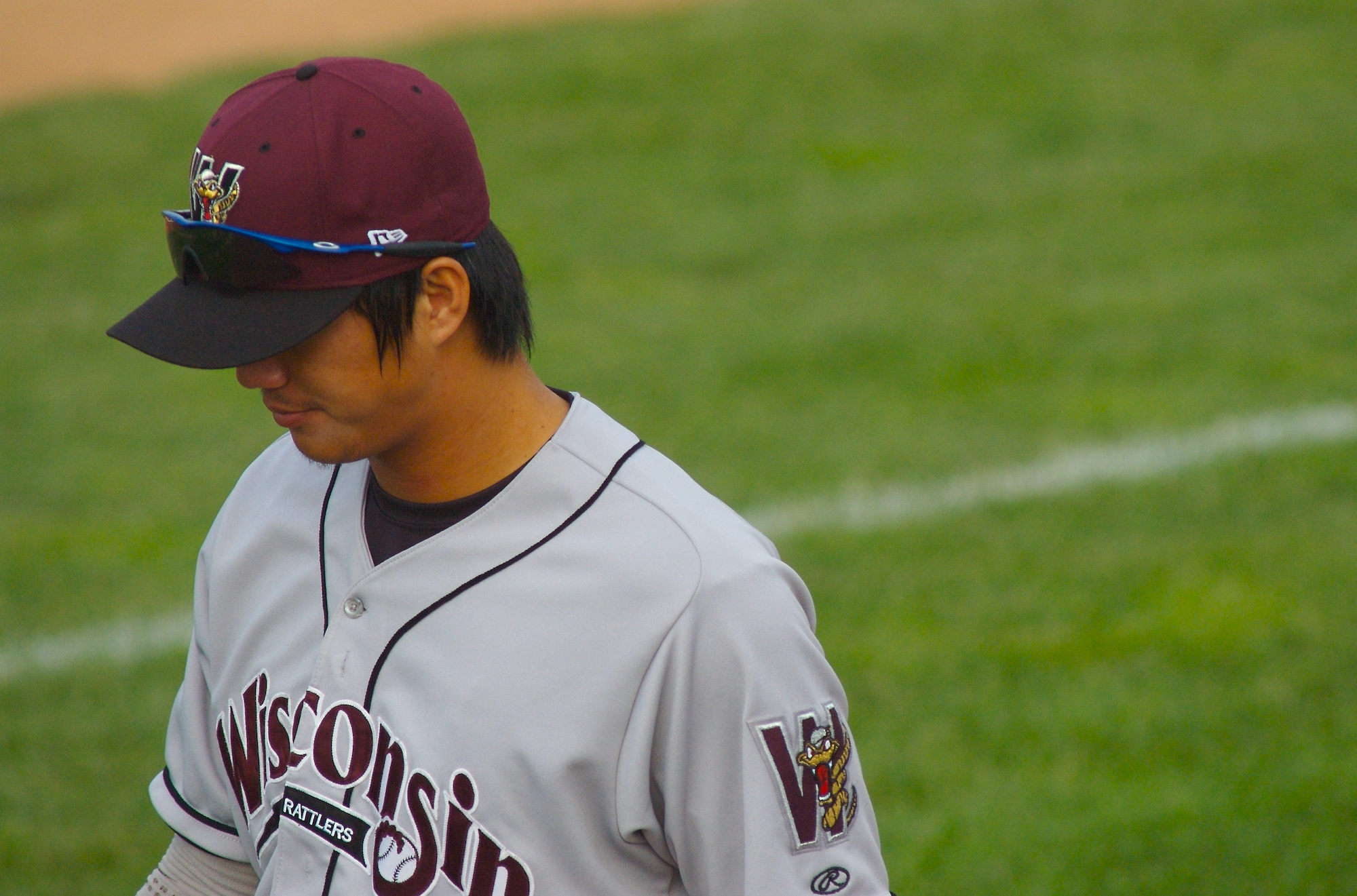
2007年，於美國小聯盟時期。

## 經歷
- 花蓮縣光復鄉光復國小少棒隊
- 花蓮縣光復國中青少棒隊
- 高雄縣高苑工商青棒隊
- 台北體院棒球隊（榮工）
- 美國職棒西雅圖水手隊（2006年－2012年）
  - 2006年-短期1A-艾佛列特綠襪
  - 2006年-1A-威斯康辛木紋響尾蛇
  - 2007年-1A-威斯康辛木紋響尾蛇
  - 2008年-高階1A-高漠小牛
  - 2009年-高階1A-高漠小牛
  - 2010年-高階1A-高漠小牛
  - 2010年-2A-西田納西鑽石工
  - 2011年-高階1A-高漠小牛
  - 2011年-2A-傑克森將軍
- 中華職棒義大犀牛（2013年1月3日－2016年10月31日）
- 中華職棒富邦悍將（2016年11月1日－2023年）
- 中華職棒富邦悍將二軍打擊教練（2024年－）
- 日本職棒北海道日本火腿鬥士客座打擊教練（2024年）
- 2024世界棒球12強賽中華成棒隊打擊教練[1]

## 生涯歷程
其最為台灣人所熟知的一役應屬2008年北京奧運八搶三資格賽中對加拿大隊的逆轉三分全壘打，這支全壘打直接讓當時緯來體育台主播蔡明里激情大喊「羅國輝 （页面存档备份，存于）」，而後同場轉播的賽評鍾教練則緊接補上一句「我愛你」。
2011年11月3日MLB明星台灣大賽第二戰於台中洲際棒球場比賽中，因滑回本壘時左腳尖不幸正好卡在打擊區的土坑導致滑壘動作異常，造成左腳腳踝脫臼及小腿閉鎖性骨折的嚴重傷勢，手術後評估至少需休養三個月以上。經過治療與復健之後，於2012年8月已痊癒。
2012年末返台參加中華職棒選秀會，並在第二輪第五順位被義大犀牛選入。據他個人在《四百英尺外的王者：高國輝》一書中提到，原本當年自認為只有胡金龍、羅錦龍、陳鴻文的順位會在他前面，因此預估自己將會被Lamigo桃猿隊選中，結果桃猿隊當年主導選秀的洪一中總教練卻選擇曾琮萱（職業一軍生涯0勝，現已暫離職棒）。
2014年動脊椎滑脫手術，原預計全年報銷，但下半季就復出，擊出18支全壘打，逆轉拿下全壘打王。
2015年9月26日單季34轟打破中職紀錄，當年季賽全壘打數39支締造聯盟新紀錄，並打破原統一獅布雷於2007年季賽所保持的33支全壘打紀錄。
2016年5月6日於桃園球場對戰Lamigo桃猿，五局上胞弟高國麟先敲出生涯首轟，自己在同局面對投手鄭承浩時也開轟，創造兄弟檔同場同半局皆敲出全壘打的紀錄。
2016年5月10日在澄清湖棒球場面對統一7-ELEVEn獅，由於羅國麟於三局上接替原游擊手陳凱倫出賽，對方羅國龍也先發，創造三兄弟首次同時出賽紀錄；四局上羅國龍上場打擊時更創造三人同時在場中的紀錄。
2016年9月18日，也就是陳金鋒引退賽當日，以中華職棒生涯第364場出賽達成百轟，打破陳金鋒保持的中職最快百轟紀錄，且在回本壘時比出52向陳金鋒致敬。
2016年賽季以34支全壘打達成聯盟史上首次的全壘打王三連霸紀錄。
2018年5月13日，於桃園國際棒球場對戰Lamigo桃猿隊，於處理王柏融的深遠飛球時，不慎用手套將球托過全壘打牆，造成對方擊出兩分打點全壘打。
2020年7月18日，於新莊棒球場面對樂天桃猿隊的比賽，四局下先開轟，胞弟高國麟於下一棒接力開轟，為中華職棒史上第一次兄弟檔連兩打席開砲。
2020年8月12日，於新莊棒球場面對樂天桃猿隊的比賽，九局下滿壘一出局時上場代打，面對猿隊後援投手陳禹勳，敲出左外野方向再見滿貫全壘打，為中華職棒首支代打再見滿貫砲。
2020年9月26日，於台南棒球場面對統一獅隊的比賽，一局上開轟，而這天也是他的生日，中職生涯第二度壽星當天擊出全壘打。
2023年9月4日，球團宣布其於今年球季結束後引退，富邦球團訂於同年9月30日及10月1日舉辦引退賽。

## 職棒生涯成績

### 美國職棒
- 背號28號，小聯盟平均打擊率/上壘率/長打率為0.261/0.326/0.409，共擊出462支安打，其中38支為全壘打

### 中華職棒
- (粗黑體字為該年度最佳或最高成績)
- (粗紅體字為聯盟史上最佳或最高成績)

| 年度 | 球隊     | 出賽 | 打數 | 安打 | 全壘打 | 打點 | 得分 | 盜壘 | 四死 | 被三振 | 壘打數 | 雙殺打 | 打擊率 | 上壘率 | 長打率 | 整體攻擊指數 |
| ---- | -------- | ---- | ---- | ---- | ------ | ---- | ---- | ---- | ---- | ------ | ------ | ------ | ------ | ------ | ------ | ------------ |
| 2013 | 義大犀牛 | 102  | 357  | 125  | 14     | 65   | 60   | 5    | 38   | 45     | 202    | 8      | 0.350  | 0.411  | 0.566  | 0.977        |
| 2014 | 義大犀牛 | 52   | 188  | 58   | 18     | 57   | 43   | 6    | 29   | 42     | 126    | 4      | 0.309  | 0.409  | 0.670  | 1.079        |
| 2015 | 義大犀牛 | 120  | 485  | 157  | 39     | 110  | 107  | 7    | 43   | 77     | 305    | 9      | 0.324  | 0.387  | 0.629  | 1.016        |
| 2016 | 義大犀牛 | 104  | 392  | 112  | 34     | 104  | 88   | 6    | 54   | 69     | 242    | 9      | 0.286  | 0.368  | 0.617  | 0.985        |
| 2017 | 富邦悍將 | 25   | 93   | 19   | 3      | 13   | 9    | 0    | 9    | 20     | 35     | 2      | 0.204  | 0.272  | 0.376  | 0.648        |
| 2018 | 富邦悍將 | 62   | 198  | 50   | 9      | 38   | 24   | 3    | 42   | 52     | 89     | 8      | 0.253  | 0.379  | 0.449  | 0.828        |
| 2019 | 富邦悍將 | 50   | 160  | 50   | 9      | 29   | 24   | 1    | 15   | 46     | 93     | 1      | 0.313  | 0.369  | 0.581  | 0.950        |
| 2020 | 富邦悍將 | 97   | 343  | 104  | 25     | 70   | 59   | 3    | 33   | 86     | 205    | 7      | 0.303  | 0.358  | 0.598  | 0.928        |
| 2021 | 富邦悍將 | 79   | 243  | 56   | 12     | 42   | 32   | 1    | 20   | 68     | 114    | 2      | 0.230  | 0.284  | 0.469  | 0.753        |
| 2022 | 富邦悍將 | 38   | 96   | 18   | 4      | 13   | 6    | 0    | 5    | 22     | 36     | 1      | 0.188  | 0.228  | 0.375  | 0.603        |
| 2023 | 富邦悍將 | 38   | 110  | 23   | 4      | 14   | 9    | 1    | 11   | 30     | 42     | 1      | 0.209  | 0.281  | 0.382  | 0.663        |
| 合計 | 11年     | 767  | 2665 | 772  | 171    | 555  | 461  | 33   | 313  | 557    | 1489   | 52     | 0.290  | 0.361  | 0.559  | 0.920        |

## 廣告代言
- 2013年：富維克礦泉水、三商美邦人壽、罕見疾病公益平面廣告
- 2014年：Microsoft Surface 2
- 2015年：Clear淨 洗髮乳沐浴乳
- 2016年：ADIDAS、菲那絲健髮洗髮精
- 2017年：ADIDAS

## 私人生活
2013年11月25日，和愛情長跑8年的石馨茹在母校花蓮縣立光復國民中學結婚。
2014年8月18日，長子Brandon誕生。

## 相關著作
- 2016年與卓子傑合著《四百英尺外的王者：高國輝》，由天下文化出版。

## 外部連結
- 高國輝在台灣棒球維基館上的頁面（繁體中文）
- 高國輝在中華職棒官網
- 高國輝在Baseball-Reference.com（小聯盟以及海外聯盟）（英语）
- 高國輝在FanGraphs.com（英语）
- 高國輝在The Baseball Cube（英语）
- 高國輝在Olympedia（英语）
- 高國輝的Facebook專頁
- 高國輝的Instagram帳戶

| 獎項                          | 獎項                                     | 獎項                          |
| ----------------------------- | ---------------------------------------- | ----------------------------- |
| 前任： 林益全                 | 中華職棒全壘打王 2014-2016年             | 繼任： 王柏融                 |
| 前任： 藍寅倫、張正偉、胡金龍 | 中華職棒最佳十人獎（外野手） 2015-2016年 | 繼任： 王柏融、張正偉、張志豪 |
| 前任： 潘威倫                 | 中華職棒東山再起獎 2020年                | 繼任： 官大元                 |